# Okhahlamba
Okhahlamba – gmina w Republice Południowej Afryki, w prowincji KwaZulu-Natal, w dystrykcie Uthukela. Siedzibą administracyjną gminy jest Bergville.